# Clínica de mujeres Semmelweis
La Clínica de mujeres Semmelweis (en alemán: Semmelweis-Frauenklinik ) es una clínica para mujeres en el distrito 18 de Viena llamado Währing. Lleva ese nombre en honor de Ignaz Semmelweis. La clínica está registrada como un lugar de importancia histórica y se encuentra en Bastiengasse 36-38 en Viena. Abarca seis pabellones de cinco pisos rodeados de un parque.
En el recinto se encuentra una estatua conmemorativa del Káiser Francisco José I de Austria, terminada en 1910 por el escultor Georg Leisek. Un busto de Ignaz Semmelweis realizado por Rudolf Schmidt en el lugar desde 1944 también se encuentra en el mismo terreno. El portal de la clínica es de estilo Art Nouveau y cuenta con el escudo de armas de la Baja Austria.